# خیرتال
خیرتال (به انگلیسی: Khairthal) یک منطقهٔ مسکونی در هند است که در بخش الوار واقع شده‌است. خیرتال ۱۵۰٬۲۹۸ نفر جمعیت دارد.